# Amandla
Amandla is een woord uit het Xhosa en Zulu en betekent "kracht/macht". Het woord werd veel gebruikt als strijdkreet in het verzet tegen de Apartheid onder andere door het Afrikaans Nationaal Congres. De kreet, uitgeroepen door een leider werd dan dikwijls gevolgd door "Awethu" of "Ngawethu!" (aan ons). Het woord wordt nog steeds geassocieerd met de anti-apartheidsstrijd. 
Amandla is tevens een voornaam (niet te verwarren met Amanda, dat "houden van" betekent). Verder is het de naam van een blad, een musical en bovendien een van de meest bekende albums van Miles Davis. Ook wordt de kreet Amandla Awethu gebruikt door de groep UB40 in hun lied Sing Our Own Song.